# شوالیه‌های تتونیک (فیلم)
شوالیه‌های تتونیک (لهستانی: Krzyżacy) که با نام شوالیه‌های صلیب سیاه (انگلیسی: Knights of the Black Cross) هم شناخته می‌شود، یک فیلم حماسی لهستانی به کارگردانی الکساندر فورد است که در سال ۱۹۶۰ منتشر شد. این فیلم برپایهٔ رمانی به همین نام اثر نویسنده برندهٔ جایزهٔ نوبل هنریک سینکیه‌ویچ ساخته شد و یکی از موفق‌ترین فیلم‌های تاریخی سینمای لهستان است.
ماجرای فیلم در اواخر قرن چهاردهم و اوایل قرن پانزدهم لهستان روی می‌دهد و دربارهٔ جنگ لهستان-لیتوانی و شوالیه‌های تتونیک و نبرد گرونوالد در سال ۱۴۱۰ است. برای خلق صحنه‌های نبرد از ۱۵٬۰۰۰ سیاهی‌لشکر استفاده شده‌است.
این فیلم مخاطبان زیادی را به خود جذب کرد: در چهار سال اول اکران، ۱۴ میلیون بلیت فروخته شد و تا سال ۲۰۰۰ بیش از سی میلیون بیننده داشت و آن را به محبوب‌ترین فیلم نمایش‌داده‌شده در لهستان تبدیل کرد. این فیلم بعداً به چهل و شش کشور خارجی صادر شد، با فروش ۲۹٫۶ میلیون بلیت در اتحاد جماهیر شوروی و ۲٫۶ میلیون بلیت دیگر در جمهوری سوسیالیستی چکسلواکی، موفق‌ترین فیلم لهستانی در سطح بین‌المللی بود. این فیلم نمایندهٔ لهستان برای رقابت در سی و سومین دوره جوایز اسکار بود.

## گزیدهٔ بازیگران
- آندژی شالافسکی
- میه‌چیسواف کالنیک
- الکساندر فوژیل
- لئون نیمچیک
- گراژینا استانیشفسکا
- اورشولا مودژینسکا
- هنریک بوروفسکی
- میه‌چیسواف وُیت
- ووجیمیش اسکوچیلاس
- امیل کاراویچ
- تادئوش بیائوشچینسکی
- یوزف کوستتسکی
- لوتسینا وینیتسکا
- آندژی کراشیتسکی
- ریشارد رونچفسکی
- میه‌چیسواف استور
- یانوش پالوشکیه‌ویچ
- کشیشتف کوالفسکی
- تادئوش اشمیت
- یژی پیخلسکی